# Unionismus ve Spojeném království

Čtyři země Spojeného království: Anglie, Wales, Skotsko a Severní Irsko

Unionismus ve Spojeném království (též Britský unionismus) je politická ideologie podporující zachovávání jednoty zemí Spojeného království, tedy Anglie, Walesu, Skotska a Severního Irska. Některé koncepce počítají se začleněním celého Irska. K unionismu se hlásí britská Konzervativní strana.
Problémy v Irsku mezi irskými nacionalisty na jedné straně a unionisty na straně druhé se během 20. století vyvinuly v konflikt v Severním Irsku.
Ve Skotsku proběhlo roku 2014 referendum o nezávislosti, ve kterém se 55,3 % voličů vyjádřilo pro setrvání Skotska ve Spojeném království.